# Wijgmaal
Wijgmaal – dzielnica (deelgemeente) miasta Leuven w Belgii, w Regionie Flamandzkim, w prowincji Brabancja Flamandzka, w okręgu Leuven. 1 stycznia 2020 roku liczyła 3793 mieszkańców. Do 31 grudnia 1976 samodzielna gmina.